# RJ-11

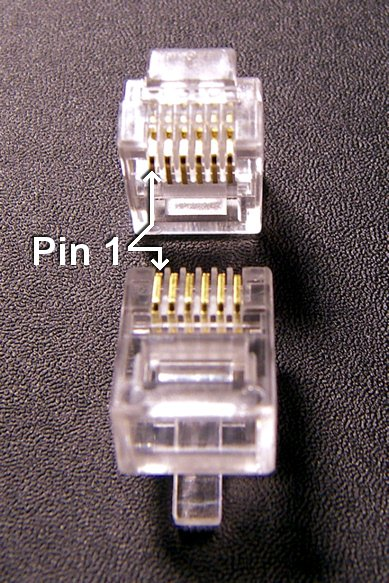
Connector RJ-11, RJ-14 o RJ-25.

El RJ-11 és el connector utilitzat a les xarxes de telèfon. Es refereix exactament al connector que s'uneix al cable telefònic i té 6 posicions amb 4 contactes centrals pels 4 fils del cable telefònic, encara que normalment se n'usen només dos (els dos centrals).
A Espanya s'usa en totes les connexions telefòniques, però a altres països com Alemanya són utilitzats connectors RJ45 com a connectors telefònics.
- El RJ-14 és igual que el RJ-11, però per a dues línies (4 fils),
- El RJ25 és igual que el RJ-11, però per a tres línies (6 fils).
- El RJ61 en canvi és un connector R/T similar, però més ample, per a quatre línies (8 fils). El cable de línia telefònica i el connector són normalment un RJ-11 amb només dos conductors.

## Disposició dels contactes
Tots aquests connectors (R/T) es defineixen pel nombre de "posicions" potencials "P6" i el nombre real de contactes instal·lat dins d'aquestes posicions "P6Cx". Els connectors RJ-11, RJ-14 i RJ25 tots són físicament idèntics, tenen les sis mateixes "posicions", ja que (usen el connector modular), però en canvi fan ús d'un diferent nombre de contactes (dos, quatre i sis, respectivament).

### Cables RJ-11
Els connectors RJ-11 són gairebé sempre del tipus 6P4C (sis posicions, quatre contactes), amb quatre cables cap a una caixa de connexions central. Dues de les seves sis posicions de contacte són utilitzades com a connectors punta i anell, mentre que els altres dos conductors no són utilitzats. 6P2C i 6P6C també es pot trobar a les botigues.
Els conductors que no són la punta central i el conductor d'anell es fan servir en la pràctica per diverses coses, com a terminal de terra de trucada selectiva, com alimentació de baix voltatge per un pilot lluminós, etc.

## Pinouts
| Posició | RJ25 | RJ-14 | RJ-11 | Parell | T/R | ± | Colors cat 5e/6 | Colors        | Colors antics | Alemanya |
| ------- | ---- | ----- | ----- | ------ | --- | - | --------------- | ------------- | ------------- | -------- |
| 1       | 1    |       |       | 3      | T   | + | blanc/verd      | blanc/verd    | blanc         | rosa     |
| 2       | 2    | 1     |       | 2      | T   | + | blanc/taronja   | blanc/taronja | negre         | verd     |
| 3       | 3    | 2     | 1     | 1      | R   | – | blau            | blau/blanc    | vermell       | blanc    |
| 4       | 4    | 3     | 2     | 1      | T   | + | blanc/blau      | blanc/blau    | verd          | marró    |
| 5       | 5    | 4     |       | 2      | R   | – | taronja         | taronja/blanc | groc          | groc     |
| 6       | 6    |       |       | 3      | R   | – | verd            | verd/blanc    | blau          | gris     |